# London–Sydney Marathon
 Der er for få eller ingen kildehenvisninger i denne artikel, hvilket er et problem. Du kan hjælpe ved at angive troværdige kilder til de påstande, som fremføres i artiklen.

London–Sydney Marathon var et rallyløb, der gik fra Storbritannien til Australien. Det blev afholdt første gang i 1968, og anden gang i 1977 af de samme personer, og tredje gang i 1993 for at mindes 25-året for det oprindelige løb. Der er blevet afholdt yderligere tre løb siden da i hhv. 2000, 2004 og 2014.
Løbet i 1968 inspirerede forskellige løbsarrangører til at skabe 1970 London to Mexico World Cup Rally, 1974 London-Sahara-Munich World Cup Rally og Dakar Rally.
Det oprindelige løb i 1968 blev vunder af Andrew Cowan, Colin Malkin og Brian Coyle, der kørte i en Hillman Hunter. Der var 56 køretøjer, der gennemførte løbet.

## Vindere
| År   | Løb                                              | Vinder          | Køretøj              |
| ---- | ------------------------------------------------ | --------------- | -------------------- |
| 1968 | Daily Express London–Sydney Marathon             | Andrew Cowan    | Hillman Hunter       |
| 1977 | Singapore Airlines Rally                         | Andrew Cowan    | Mercedes-Benz 280E   |
| 1993 | Lombard London–Sydney Marathon                   | Francis Tuthill | Porsche 911          |
| 2000 | London–Sydney Marathon                           | Stig Blomqvist  | Ford Capri           |
| 2004 | London–Sydney Marathon                           | Joe McAndrew    | Honda Integra Type-R |
| 2014 | The Big One Sydney–London Classic Marathon Rally | Geoff Olholm    | Datsun 260Z          |